# Ryohei Yamazaki
Ryohei Yamazaki (jap. 山崎 亮平 Yamazaki Ryohei; ur. 14 marca 1989) – japoński piłkarz występujący na pozycji napastnika. Obecnie występuje w Albirex Niigata.

## Kariera klubowa
Od 2007 roku występował w klubach Júbilo Iwata i Albirex Niigata.